# Землянуха (приток Калманки)
Землянуха — река в Алтайском крае России. Истекает со склонов Бащелакского хребта и через 10 км от истока раздваивается — левое русло впадает через 13 км в Калманку в 33 км от устья справа. Правое русло — через 6 км в Нижнюю Калманку в 46 км от устья слева.

## Данные водного реестра
По данным государственного водного реестра России относится к Верхнеобскому бассейновому округу, водохозяйственный участок реки — Обь от слияния рек Бия и Катунь до города Барнаул, без реки Алей, речной подбассейн реки — бассейны притоков (Верхней) Оби до впадения Томи. Речной бассейн реки — (Верхняя) Обь до впадения Иртыша.